# GSC Game World

Logo des Publishing Zweigs von GSC

GSC Game World ist ein ukrainischer Computerspielhersteller. Das Studio wurde 1995 in Kiew gegründet.
Bis 1997 war GSC mit der Kreation von Multimedia-Enzyklopädien beschäftigt, die in der Ukraine und Russland populär waren. Seit 1997 beschäftigt sich die Firma mit Spieltechnologie und Computerspielentwicklung. Das erste Spiel, Warcraft2000, war ein nicht-gewerbliches Projekt. Das erste kommerzielle Projekt war das Echtzeit-Strategiespiel Cossacks.
Am 26. April 2012 wurde bekannt gegeben, dass sich das Studio aufgelöst hat und nun als Vostok Games an weiteren Projekten arbeitet. Zuletzt arbeitete das Studio an S.T.A.L.K.E.R. 2, dessen Entwicklung zwischenzeitlich aufgrund von Finanzierungsproblemen und Unstimmigkeiten mit dem Rechteinhaber der S.T.A.L.K.E.R.-Marke eingestellt wurde.
Die offizielle Wiedereröffnung von GSC fand im Dezember 2014 statt. Das erste Projekt danach war ein Remake des Spiels Cossacks mit dem Titel Cossacks 3, welches am 20. September 2016 erschien. Im Mai 2018 kündigte das Studio das zunächst eingestellte S.T.A.L.K.E.R. 2 an. Eine Veröffentlichung des Titels wurde für den 28. April 2022 angegeben. Anfang März 2022 wurden aufgrund des russischen Überfalls auf die Ukraine die Entwicklungsarbeiten gestoppt. GSC siedelte bis Mai 2022 von Kiew nach Prag um und nahm dort die Arbeit an S.T.A.L.K.E.R. 2: Heart of Chornobyl wieder auf. Das Spiel wurde im November 2024 veröffentlicht.
Ein GSC Game World-Entwickler, Wolodymyr Jeschow, der sich nach Beginn der russischen Invasion den ukrainischen Streitkräften angeschlossen hatte, fiel im Dezember 2022 in der Schlacht um Bachmut. Im März 2023 teilte GSC mit, dass das Unternehmen seit mehr als einem Jahr Cyberangriffen ausgesetzt sei.

## Werke
- 2000 – Cossacks: European Wars
- 2001 – Codename: Outbreak
- 2002 – Cossacks: The Art of War
- 2002 – Cossacks: Back to War
- 2002 – Cossacks: Campaign Expansion
- 2003 – Hover Ace
- 2002 – American Conquest
- 2003 – American Conquest: Fight Back
- 2003 – FireStarter
- 2004 – Alexander
- 2005 – Cossacks II: Napoleonic Wars
- 2006 – Cossacks II: Battle for Europe
- 2006 – American Conquest: Divided Nation
- 2006 – Heroes of Annihilated Empires
- 2007 – S.T.A.L.K.E.R.: Shadow of Chernobyl
- 2008 – S.T.A.L.K.E.R.: Clear Sky
- 2009 – S.T.A.L.K.E.R.: Call of Pripyat
- 2016 – Cossacks 3
- 2024 – S.T.A.L.K.E.R. 2: Heart of Chornobyl

## GSC Pro-Team
GSC Game World leitete in der Vergangenheit einen eigenen E-Sport-Clan mit Spielern aus der Ukraine, das sogenannte GSC Pro-Team. Dieses wurde Mitte des Jahres 2003 gegründet, zu einer Zeit, als Sponsoring im E-Sport noch nicht weit verbreitet war. Anfang des Jahres 2005 wurde das Projekt jedoch eingestellt, wahrscheinlich, weil die zur Verfügung stehenden Mittel nicht mehr ausreichten, um national die führende Position zu halten.
Während der Zeit des Bestehens galt GSC als erfolgreichster ukrainischer Clan und vertrat die Nation auf zahlreichen internationalen Wettbewerben wie den World Cyber Games 2004 und der CPL Summer 2004. Es gab Sektionen für die Computerspiele Counter-Strike, Warcraft III, Starcraft und Unreal Tournament 2004. Zu den prominentesten ehemaligen GSC-Spielern zählen der Warcraft-III-Spieler Mychajlo „HoT“ Nowopaschyn und der UT2004-Spieler Roman „Chip“ Verenko.